# ادولفین، ماسویان ویودشیپ
ادولفین، ماسویان ویودشیپ (به لاتین: Adolfin, Masovian Voivodeship) یک منطقهٔ مسکونی در لهستان است که در Gmina Pionki واقع شده‌است.